# Štempihar
Štempihar je priimek več znanih Slovencev:
- Aleksander Štempihar (1922—1945), študent, partizanski kulturnik in propagandist
- Bogo Štempihar (*1964), raketni modelar
- Ivo Štempihar (1898—1955), odvetnik, politik in publicist
- Juri(j) Štempihar (1891—1978), pravnik, univ. profesor
- Marko Štempihar (*1978), filozof
- Nada Bavdaž-Štempihar (1930—2014), igralka
- Valentin Štempihar (1851—1921), odvetnik in publicist
- Vid Štempihar (1929—2003), novinar, urednik (TV...), politik